# Pedro Fernandes de Queirós
Pedro Fernandes de Queirós, také Pedro Fernández de Quirós (1563 Évora, Portugalsko – 1614 Ciudad de Panamá) byl portugalský mořeplavec. Ve španělských službách se podílel na průzkumech Tichého oceánu. V letech 1595–1596 se účastnil výpravy Álvara de Mendaña de Neiry. Později v letech 1605–1606 vedl vlastní expedici do Tichého oceánu, aby se pokusil najít Terru Australis. Expedice objevila a pojmenovala množství ostrovů, například dva z dnešních Pitcairnových ostrovů, avšak proklamovaného cíle objevit jižní kontinent dosaženo nebylo. Bouře nakonec flotu rozdělila a tak se musel vrátit do Mexika, zatímco druhý velitel Luis Váez de Torres doplul na Filipíny. Ve Španělsku byla expedice pokládána za velký neúspěch a tak musel léta naléhat na krále Filipa III., aby ho pověřil velením další expedice. Po létech tak král sice učinil a on odcestoval do Střední Ameriky, kde však roku 1614 v Panamě zemřel. Jeho výprava posléze posloužila k teorii, že Španělé objevili australský kontinent ještě dříve, než Britové a Holanďané.

## Mládí
Narodil se roku 1563 v portugalské Évoře. Jako mladý muž vstoupil do služeb Španělska a stal se zkušeným námořníkem a mořeplavcem. V dubnu 1595 se připojil v postavení kormidelníka k expedici Alvara de Mendaña de Neiry, která měla za cíl kolonizovat Šalomounovy ostrovy. Po Mendañově smrti v říjnu 1595 převzal velení a zachránil poslední loď, která z expedice zůstala, se kterou se mu podařilo v únoru 1596 dostat na Filipíny, které patřily Španělům.

## Hledání Terry Australis
V roce 1598 se vrátil do Španělska a žádal krále Filipa III., aby podpořil další výpravu do Tichého oceánu; rovněž roku 1600 navštívil Řím, kde získal na svou stranu papeže Klementa VIII. Udělal velký dojem na španělského vyslance v Římě, vévodu ze Sasy, který jej popsal jako muže dobrého úsudku, zkušeného ve svém oboru, pilného, klidného a nezaujatého. Zatímco v Římě poprvé sepsal své Pojednání o mořeplavbě, které dopisem poslal španělskému králi, čímž ještě posílil svojí námořnickou prestiž. V březnu 1603 získal povolení vrátit se do Místokrálovství Peru a zorganizovat expedici, která by nalezla Terru Australis, tajemný veliký jižní kontinent, a zabrat jej pro Španělsko a církev. Jeho expedice se 160 muži na třech lodích, stopadesátitunové San Pedro y San Pablo, stodvacetitunového San Pedro a zásobovací lodi Los Tres Reyes, opustila 21. prosince 1605 Callao, přístav hlavního města peruánského místokrálovství Limy.

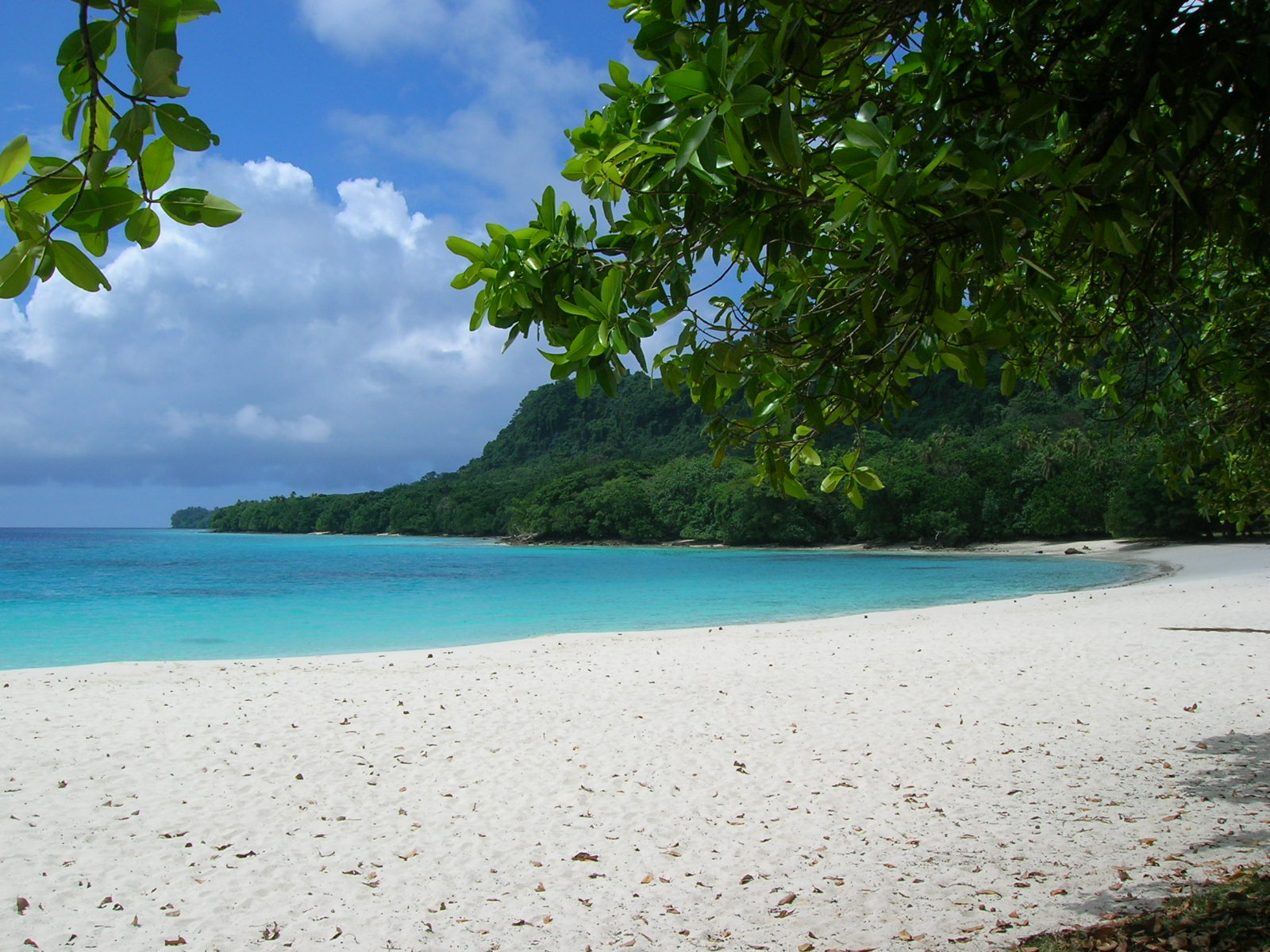
Severní pobřeží Espiritu Santo

V květnu 1606 výprava dosáhla ostrovů, později pojmenovaných Nové Hebridy a v současnosti nezávislý stát Vanuatu. Vylodil se na velký ostrov, který pokládal za součást jižního kontinentu La Austrialia del Espiritu Santo, Rakouská země svatého ducha, na počest krále Filipa III., který jakožto Habsburk byl rakouského původu. Ostrov dodnes nese jméno Espiritu Santo. Pedro Fernandes de Queirós zamýšlel na ostrově vybudovat kolonii Nový Jeruzalém.
Jeho náboženský zápal našel vyjádření i v založení rytířského řádu, Rytířů svatého Ducha. Posláním řádu bylo chránit novou kolonii. Nicméně během několika týdnů byla myšlenka založení kolonie opuštěna kvůli nepřátelským projevům domorodců i nespokojenosti posádky. Po šesti týdnech jeho lodě vypluly na moře objevit pobřeží. V noci 11. června špatné počasí oddělilo jeho velitelskou loď San Pedro y San Pablo od zbytku floty a znemožnilo její návrat do bezpečného kotviště na Espiritu Santo. Poté doplul v listopadu 1606 až do mexického Acapulca. O dva týdny později jeho zástupce Luis Váez de Torres, poté co s ostatními loděmi marně hledali San Pedro y San Pablo, nabyl přesvědčení, že velitelská loď ztroskotala a opustili Espiritu Santo. Torres v květnu 1607 šťastně dosáhl filipínské Manily. Po cestě zmapoval jižní pobřeží Nové Guiney, proplul úžinou, která dnes nese jeho jméno Torresův průliv.

## Pozdější život
V roce 1607 se vrátil do Madridu, jako neúspěšný. Následujících sedm let strávil psaním různých prací o své cestě a prošením krále Filipa III. o peníze na další expedici. Nakonec byl přece vyslán do Peru s podpůrným dopisem, avšak král neměl žádný skutečný zájem na zorganizování nové výpravy. Zemřel na cestě do Limy v Panamě roku 1615. Byl ženatý s Donou Anou Chacon, jíž si vzal roku 1589 a s níž měl jednoho syna a dceru.

## Záznamy o jeho plavbě
Existuje množství dodnes zachovalých soudobých dokumentů popisujících jeho a samostatnou Torresovu plavbu. Nejvýznamnější jsou:
- Queirósovy mnohé pozdější paměti, poslané králi Filipovi III.
- Torresova stručné hlášení králi (1607)
- Pradovo podání Relacion Sumaria (1608), včetně 4 map Nové Guineje
- Paměti Juana Luise Arias de Loyoly (kolem roku 1630), založené na diskusích mezi Loyolou a Quirósem[6]

Většina dokumentů o objevech Luise Váeze de Torres nebyla publikována, nýbrž ze španělských archivů odstraněna, včetně Pradova obsáhlého komentáře k nim a doprovodných map. Někdy v letech 1762 – 1765 psané pojednání o Torresové cestě poprvé spatřil hydrograf britské Admirality Alexander Dalrymple. Ten tak mohl vypracovat podrobnou mapu pro britského přírodovědce Josepha Bankse, který informace dále předal Jamesi Cookovi.

## Teorie o objevu Austrálie
V 19. století došli někteří katolíci v Austrálii, kde byla dominantní církví anglikánská církev, k názoru, že Austrálii ve skutečnosti jako první objevil právě katolík Pedro Fernandes de Queirós, zatímco protestanti Abel Tasman a James Cook až po něm. Sydneyjský arcibiskup v letech 1884–1911 Patrick Francis Moran zastával tento názor, který mnoho let prosazoval i na katolických školách v Austrálii. Tvrdil, že skutečná lokalita Queirósova Nového Jeruzaléma se nacházela poblíž dnešní Gladstone v Queenslandu.

## Odraz v kultuře
Na základě katolické tradice napsal roku 1964 australský básník (1917 – 1976) epickou báseň Captain Quiros, kde vykreslil Quiróse jako mučedníka katolické křesťanské civilizace, ačkoliv neopakuje názor, že objevil Austrálii. Silný politický podtext básně způsobil, že byla přijata chladně v době svého vydání, v době, kdy se australská politika potýkala se vzájemnou nevraživostí katolíků a protestantů.